# Earle Nelson
Earle Leonard Nelson (nacido Ferral; 12 de mayo de 1897) –  13 de enero de 1928), también conocido en los medios como el Hombre Gorila, el Asesino de Gorilas y el Estrangulador Oscuro,  fue un asesino en serie, violador y necrófilo estadounidense, considerado el primer asesino sexual en serie conocido del siglo XX.  Earle Leonard Nelson (nacido Ferral; 12 de mayo de 1897 - 13 de enero de 1928), también conocido como el Hombre Gorila, el Gorila Asesino y el Estrangulador Oscuro, fue un asesino en serie, violador y necrófilo estadounidense. Fue considerado el primer asesino en serie de tipo sexual del siglo XX en Estados Unidos. Nació y creció en San Francisco, California, bajo el cuidado de su abuela, quien era profundamente religiosa. Durante su infancia, Nelson mostró comportamientos inusuales que se agravaron tras sufrir una lesión en la cabeza en un accidente de bicicleta a los 10 años.  Después de cometer varios delitos menores en su temprana edad adulta, fue internado en Napa por un tiempo.
 A finales de 1926 se trasladó al este, donde cometió múltiples violaciones y asesinatos en varias ciudades del Medio Oeste y la Costa Este antes de trasladarse al norte, a Canadá, donde violó y mató a una adolescente en Winnipeg, Manitoba. Después de cometer su segundo asesinato en Winnipeg, fue arrestado por las autoridades canadienses, condenado únicamente por su último asesinato -el de Emily Patterson- y sentenciado a muerte. Nelson fue ejecutado en la horca en Winnipeg en 1928.
Al llevar a cabo sus crímenes, Nelson tenía un modus operandi : la mayoría de sus víctimas eran caseras de mediana edad, muchas de las cuales encontraba a través de anuncios de "habitaciones en alquiler". Haciéndose pasar por un vagabundo cristiano, apacible y encantador, Nelson utilizó el pretexto de alquilar una habitación en la pensión de las caseras para ponerse en contacto con ellas antes de atacar. Cada una de sus víctimas fue asesinada mediante estrangulamiento y muchas fueron violadas después de la muerte. Su penúltima víctima, una niña de 13 años llamada Lola Cowan, fue una de las tres víctimas que resultaron significativamente mutiladas después de la muerte. 
Se cree, según investigaciones recientes, que la ola de crímenes de Nelson incluyó 22 asesinatos y otros 22 ataques.  Fue fuente de inspiración para la película La sombra de una duda de Alfred Hitchcock de 1943.  